# NGC 2697
NGC 2697 ist eine Balken-Spiralgalaxie vom Hubble-Typ SBa im Sternbild Hydra südlich der Ekliptik. Sie ist schätzungsweise 74 Millionen Lichtjahre von der Milchstraße entfernt und hat einen Durchmesser von etwa 40.000 Lj. 

Im selben Himmelsareal befinden sich u. a. die Galaxien NGC 2698, NGC 2699, NGC 2708, NGC 2709.
Das Objekt wurde am 24. Januar 1851 von Bindon Blood Stoney entdeckt.